# Carroll College
Il Carroll College è un'università privata di indirizzo cattolico con sede a Helena, nello stato americano del Montana.
Il Mount Saint Charles College fu fondato nel 1909 da John Patrick Carroll, secondo vescovo di Helena. In origine l'istituto era intitolato a san Carlo Borromeo, ma nel 1932 fu dedicato al fondatore.